# Karl Goldmark

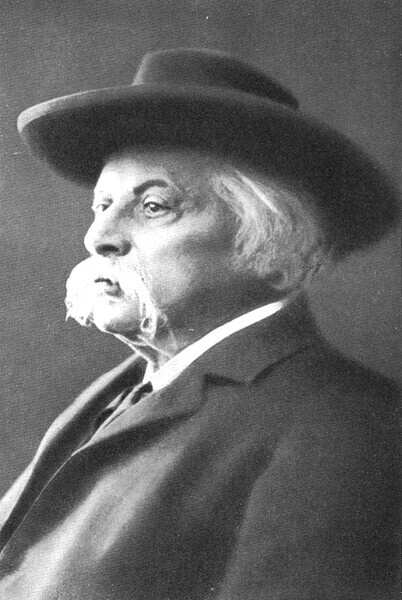
Karl Goldmark

Karl (Károly) Goldmark (Keszthely (Hongarije), 18 mei 1830 – Wenen, 2 januari 1915) was een Hongaars-Oostenrijks componist en violist.

## Biografie
Hij was de zoon van een joodse cantor, stamde uit een groot gezin en groeide met veel broers en zusters onder armoedige omstandigheden op.
Na zijn vioolstudies in zowel Hongarije als Oostenrijk, werkte hij de eerste decennia van zijn leven als violist bij verschillende theatergroepen in Oostenrijk en Hongarije.
Van 1848-1849, nam hij actief deel aan de Hongaars vrijheidsstrijd.
Rond 1850 begon zijn professionele loopbaan als componist met het componeren van kamermuziek.
In 1851 vestigde hij zich in Wenen, waar hij werkte als violist en pianoleraar.
Zijn eerste belangrijke succes was de première van de ouverture Sakutala door de Wiener Philharmoniker in 1865.
De werkelijke doorbraak kwam met de première van zijn eerste, tevens zijn bekendste opera Die Königin von Saba (1875), waardoor hij een van de geliefdste en meest gewaardeerde componisten werd van de Oostenrijks-Hongaarse monarchie.
Qua klankkleur anticipeerde Die Königin von Saba op de Weense jugendstil.

## Werken

### Opera's
- Die Königin von Saba (1875)
- Merlin (1886)
- Das Heimchen am Herd (1896)
- Götz von Berlichingen (1902)
- Ein Wintermärchen (1908)

### Overige werken
- Koorwerken met orkest
- Kamermuziek
- Symfonische werken en
- Pianowerken

- Bibsys: 4040247
- Biblioteca Nacional de España: XX1308955
- Bibliothèque nationale de France: cb13894580n (data)
- Catàleg d'autoritats de noms i títols de Catalunya: 981058517707606706
- CiNii: DA10025981
- Gemeinsame Normdatei: 119527995
- International Standard Name Identifier: 0000 0000 8120 9965
- Library of Congress Control Number: n82037433
- Nationale Bibliotheek van Letland: 000235035
- MusicBrainz: fbf5f085-72e0-4df8-ba49-6fc9464faf39
- Bibliotheek van het Japanse parlement: 01016020
- Nationale Bibliotheek van Tsjechië: jn20000601986
- Nationale bibliotheek van Australië: 59712873
- Nationale Bibliotheek van Israël: 987007261837105171
- Nationale Bibliotheek van Polen: a0000002827435
- Nationale en Universitaire bibliotheek Zagreb: 000662560
- Nederlandse Thesaurus van Auteursnamen: 070053170
- Réseau des bibliothèques de Suisse occidentale: 02-A003305949
- Istituto Centrale per il Catalogo Unico: UBOV645198
- LIBRIS: 285184
- SNAC: w69w0pj1
- Système universitaire de documentation: 160317592
- Virtual International Authority File: 42025332
- WorldCat: E39PBJcKM7qQvrYvGrdMxbCqQq